# Левша (фильм, 1986)
«Левша́» — художественный фильм по мотивам одноимённого сказа Н. С. Лескова.

## Сюжет
Государь император Александр Павлович вместе с верным казачьим атаманом Платовым приехал после войны 1812 года в Лондон. Англичане пытаются склонить царя на свою сторону «разными хитростями», но Платов говорит, что на Руси не хуже делают.
В один день англичане показали государю нимфозорию — железную блоху, которая могла танцевать.
Александр уехал и через несколько месяцев умер, оставив блоху у попа Федота. Его брат взошедший за ним на престол, император Николай I по прозвищу «Палкович» приказывает Платову, чтобы тот ехал и искал мастеров, которые сделают работу лучше английской блохи. Атаман их находит, но так как после работы блоха перестаёт танцевать, Платов ругает мастеров, подковавших блоху, и забирает с собой Левшу, делавшего гвозди для блохи, не оставив ему документа.
Как оказывается, тульские мастера сделали очень тонкую работу, которую надо рассматривать в мелкоскоп. Оказывается, они подковали блоху на все ноги крохотными подковами, из-за чего она и не танцует. Когда император во всём разбирается, приказывает дать Левше лучшее платье и отправляет за границу. Англичане всячески пытаются переманить мастера к себе на службу. Во время посещения британских ружейных арсеналов Левша видит, что англичане не чистят ружья кирпичом, и просит, чтобы его отправили назад, дабы об этом предупредить российское военное руководство. Но по пути в Твердиземном море он пьёт вместе с корабельным шкипером, сильно простужается и по приезде, за неимением документов, направляется городскими властями в людскую Обухвинскую больницу. По пути туда он умирает от воспаления легких, успев сказать городовому: «Скажите государю, что у англичан ружья кирпичом не чистят; пусть чтобы и у нас не чистили».

## В ролях
- Николай Стоцкий — Левша
- Владимир Гостюхин — атаман Платов
- Леонид Куравлёв — император Александр I Павлович
- Юрий Яковлев — император Николай I «Палкович»
- Лев Лемке — министр Кисельвроде
- Александр Суснин — старый кузнец
- Сергей Паршин — тульский мастер-оружейник
- Николай Лавров — чёрный джентльмен
- Николай Крюков — аглицкий адмирал
- Виктор Смирнов — полшкипер
- Анатолий Сливников — городовой
- Виктор Бычков — франт
- Евгений Баранов
- Константин Воробьёв
- Валерий Захарьев
- Аркадий Коваль
- Иосиф Кринский
- Ольга Самошина
- Станислав Соколов
- Георгий Тейх — придворный
- Анатолий Худолеев
- Альфред Шаргородский
- Александр Эстрин

## Съёмочная группа
- Автор сценария и режиссёр: Сергей Овчаров
- Оператор: Валерий Федосов
- Художник-постановщик: Наталья Васильева
- Композитор: Игорь Мациевский
- Звукорежиссёр: Владимир Персов

## Факты
- Часть съёмок проводилась в Большом дворце в Гатчине.